# Mo'ayyad Abu Keshek
Mo'ayyad Abu Keshek (Jordania, 27 de abril de 1982) es un exfutbolista y entrenador de fútbol de Jordania que jugaba en la posición de delantero. Actualmente es el entrenador del Shabab Al Ubeidiya.

## Carrera

### Club
| Periodo   | Club                       |
| --------- | -------------------------- |
| 2000-2006 | Al-Baqa'a Club             |
| 2006-2012 | Al-Faisaly Amman           |
| 2011–2012 | → Al-Nasr Kuwait (cedido)  |
| 2012      | → Al Jazira Ammán (cedido) |
| 2012–2013 | Jabal Al-Mukaber Club      |
| 2013–2014 | Shabab Al-Ordon Club       |
| 2014      | Fanja SC                   |
| 2014-2016 | Al-Faisaly Amman           |
| 2016–2017 | Shabab Al-Khader SC        |
| 2017-2023 | Silwan Al-Quds             |

### Selección nacional
Jugó para Jordania en 36 ocasiones de 2002 a 2011 y anotó un gol en la victoria por 2-0 ante Baréin en un partido amistoso el 19 de septiembre de 2010 en Zarqa. Participó en la Copa Asiática 2011.

## Logros
- Liga Premier de Jordania (1): 2009-10
- Copa de Jordania (2): 2007-08, 2014-15
- Copa FA Shield de Jordania (1): 2009, 2011
- Supercopa de Jordania (2): 2006, 2015
- Copa AFC (1): 2006